# Río Mostazal
Río Mostazal är ett vattendrag i Chile.   Det ligger i regionen Región de Coquimbo, i den centrala delen av landet, 290 km norr om huvudstaden Santiago de Chile.
Omgivningarna runt Río Mostazal är i huvudsak ett öppet busklandskap. Runt Río Mostazal är det glesbefolkat, med 8 invånare per kvadratkilometer.